# Lone Mathiesen
Lone Mathiesen, née le 28 janvier 1972, est une ancienne handballeuse internationale danoise.
Avec l'équipe nationale du Danemark, elle remporte le titre de championne du monde en 1997.

## Palmarès
championnats du monde
- vainqueur du championnat du monde 1997